# Sarah Green
Sarah Louise Green, née le 25 avril 1982 à Corwen, est une femme d'affaires et personnalité politique britannique, membre du parti des Libéraux-démocrates. 
Elle est élue députée de la circonscription électorale de Chesham and Amersham lors des élections partielles de 2021,,. Sarah Green est la première personnalité libérale-démocrate à représenter cette circonscription, qui avait toujours élu des députés conservateurs depuis sa création en 1974. Elle est également la seconde Galloise de naissance à avoir été élu député de la circonscription, à la suite de la précédente, Cheryl Gillan, qui représentait la circonscription depuis le 9 avril 1992.

## Analyse de l'élection
La netteté de cette élection-surprise constitue un revers sérieux pour le parti conservateur. Elle trouve en partie sa cause dans l'opposition de Sarah Green au projet de ligne à grande vitesse High Speed 2, dont il est prévu qu'il traverse sa circonscription (la construction du tunnel sous les collines Chilterns (en) a commencé en mai 2021). 
Les programmes de construction accéléré, qui suscite la révolte de certains conservateurs, a pu également jouer un certain rôle . 
Au delà de ces éléments factuels, l'élection de Sarah Green pourrait marquer un renversement de tendance dans les fiefs conservateurs du Sud de l'Angleterre : des sièges précédemment considérés comme assurés pour les Conservateurs semblent avoir été ébranlés par le Brexit et ne s'être maintenu jusqu'ici que grâce à la dispersion des partis d'opposition et au peu d'attrait d'un gouvernement potentiellement dirigé par Jeremy Corbyn.
Selon la BBC, la victoire de Sarah Green est une « bien méchante surprise », qui peut indiquer le fait qu'en courtisant de « nouveaux territoires » (le Red Wall travailliste), Boris Johnson s'est en fait aliéné une partie du soutien traditionnel du parti conservateur.